# Albert Wolff (musicien)
Pour les articles homonymes, voir Albert Wolff et Wolff.
 (mai 2025).
Albert Wolff est un chef d'orchestre et compositeur français, né le 19 janvier 1884 dans le 7e arrondissement de Paris et mort le 20 février 1970 à Suresnes.

## Biographie

### Origines et formation
Albert Louis Wolff est né le 20 janvier 1884 dans le 7e arrondissement de Paris de parents néerlandais.
Il est l'élève de Xavier Leroux, André Gedalge et Paul Vidal au Conservatoire de Paris. Il débute comme pianiste dans des cabarets parisiens.

### Carrière
Entre 1906 et 1910, il est organiste à Saint-Thomas d'Aquin. En 1908, il entre à l'Opéra-Comique comme chef de chœur avant de diriger la création de La Jota de Raoul Laparra le 26 avril 1911.
Durant la Première Guerre mondiale, il est d'abord affecté au groupe des brancardiers de campagne no 6, où il est témoin de la boucherie de la bataille des Éparges au printemps 1915. Il compose alors en hommage aux disparus un morceau musical In Paradisium. La partition, confiée à son supérieur hiérarchique, tombe dans l'oubli alors que lui-même est muté dans l'aviation. Redécouverte fortuitement en 2018, elle devrait être jouée pour la première fois le lundi de Pâques 2019, à la cérémonie d'anniversaire de cette terrible bataille.
Albert Wolff porte encore l'uniforme lorsqu'il achève son opéra L'Oiseau bleu (en), sur un livret de Maurice Maeterlinck, qu'il crée le 27 décembre 1919 au Metropolitan Opera de New York. De 1919 à 1921, il y dirige le répertoire français avant de rentrer à Paris en 1921 pour prendre la succession d'André Messager comme directeur musical de l'Opéra-Comique jusqu'en 1924.
En 1925, il est nommé second chef des concerts Pasdeloup. Il est à la tête des concerts Lamoureux entre 1928 et 1934 puis devient président et chef d'orchestre principal des concerts Pasdeloup en 1934, poste qu'il conservera jusqu'à sa mort. Il se produit en Amérique du Sud entre 1940 et 1945 et dirige brièvement l'Opéra-Comique (dans le cadre de la RTLN) en 1945-1946 et, en 1949, il débute à l'Opéra de Paris.
Serviteur fidèle de la musique française de son temps, Albert Wolff a assumé la création de vingt-deux ouvrages aux États-Unis.

### Vie privée
Albert Wolff a été marié deux fois, en 1904 et 1939.

### Mort
Albert Wolff meurt le 20 février 1970 à Suresnes (Hauts-de-Seine).

## Œuvres dirigées

### Créations
Lyrique
- La Jota de Raoul Laparra (1911, Opéra-Comique)
- La Danseuse de Pompéi de Jean Nouguès (1912, Opéra-Comique)
- Julien de Gustave Charpentier (1913, Opéra-Comique)
- Le Carillonneur de Xavier Leroux (1913, Opéra-Comique)
- Céleste d'Émile Trépard  (1913, Opéra-Comique)
- La Marchande d'allumettes  de Tiarko Richepin (1914, Opéra-Comique)
- Les Noces corinthiennes de Henri Büsser (1922, Opéra-Comique)
- Polyphème de Jean Cras (1922, Opéra-Comique)
- Quand la cloche sonnera d'Alfred Bachelet  (1922, Opéra-Comique)
- La Brebis égarée de Darius Milhaud (1923, Opéra-Comique)
- Le Hulla de Marcel Samuel-Rousseau (1923, Opéra-Comique)
- L'Appel de la mer d'Henri Rabaud (1924, Opéra-Comique)
- La Tisseuse d'orties de Gustave Doret (1926, Opéra-Comique)
- Sophie Arnould de Gabriel Pierné (1927, Opéra-Comique)
- Le Poirier de misère de Marcel Delannoy (1927, Opéra-Comique)
- Sarati le terrible de Francis Bousquet (1928, Opéra-Comique)
- Riquet à la houppe de Georges Hüe (1928, Opéra-Comique)
- Angelo, tyran de Padoue d'Alfred Bruneau (1928, Opéra-Comique)
- L'École des maris d'Emmanuel Bondeville  (1935, Opéra-Comique)
- Quatre-vingt-treize de Charles Silver  (1935, Opéra de Nice - 1936, Opéra-Comique)
- Cyrano de Bergerac de Franco Alfano (1936, Opéra-Comique)
- Les Mamelles de Tirésias de Francis Poulenc (1947, Opéra-Comique)
- Madame Bovary d'Emmanuel Bondeville (1951, Opéra-Comique)

Ballet
- Le Petit Elfe Ferme-l'œil de Florent Schmitt (1924, Opéra-Comique)

Musique symphonique
- Symphonie nº 4 d'Albert Roussel (1934)

### Répertoire
à l'Opéra-Comique
- Les Petits Riens de Mozart (1912 - entrée au répertoire)
- Le Mariage de Télémaque de Claude Terrasse (1913, 1921)
- La Reine Fiamette de Xavier Leroux (1919, 1935)
- Le Secret de Suzanne d'Ermanno Wolf-Ferrari (1921 - entrée au répertoire)
- Orphée et Eurydice de  Christoph Willibald Gluck (1921)
- L'Attaque du moulin d'Alfred Bruneau (1922)
- Pénélope de Gabriel Fauré (1922, 1927, 1931)
- Pelléas et Mélisande de Claude Debussy (1922, 1930, 1933, 1946)
- Nausicaa de Reynaldo Hahn (1923 - entrée au répertoire)
- Pépita Jimenez d'Isaac Albéniz (1923 - entrée au répertoire)
- Le Pays de Guy Ropartz (1924)
- La Forêt bleue de Louis Aubert (1924 - entrée au répertoire)
- La Boîte à joujoux de Claude Debussy (1925 - entrée au répertoire)
- Tristan und Isolde de Richard Wagner (1926)
- L'Enfant et les Sortilèges de Maurice Ravel (1926 - entrée au répertoire)
- Béatrice d'André Messager (1927)
- Ariane et Barbe-Bleue de Paul Dukas (1927)
- La vida breve de Manuel de Falla (1928)
- La Femme et le Pantin (Conchita) de Riccardo Zandonai (1929 - entrée au répertoire)
- Angélique de Jacques Ibert (1930 - entrée au répertoire)
- La Rôtisserie de la reine Pédauque de Charles-Gaston Levadé (1931)
- Iphigénie en Tauride de Christoph Willibald Gluck (1931)
- Le Cygne de Camille Saint-Saëns (1935 - entrée au répertoire)
- Phryné de Camille Saint-Saëns (1935)
- La Basoche d'André Messager (1939)
- La Valse de Maurice Ravel (1945 - entrée au répertoire)
- Fortunio d'André Messager (1946)
- Fragonard de Gabriel Pierné (1946 - entrée au répertoire)
- Pavane pour une infante défunte de Maurice Ravel (1946 - entrée au répertoire)
- Danse de Claude Debussy (1946 - entrée au répertoire)
- Ciboulette de Reynaldo Hahn (1953 - entrée au répertoire)

## Compositions
Opéra
- Sœur Béatrice (composé en 1911 ; créé à Nice en 1948)
- Le Marchand de masques (créé à Nice en 1914)
- L'Oiseau bleu (en) (créé à New York le  27 décembre 1919)

Ballet
- Le Clochard, d'après un scénario de son fils Pierre Wolff, créé le 10 janvier 1959

Musique symphonique
- La Randonnée de l'âme défunte, poème symphonique d'après Anatole Le Braz (composé en 1926 ; créé à Paris le 14 mars 1936)
- Concerto pour flûte (composé en 1943)
- Symphonie en la, créée aux concerts Pasdeloup en même temps que son Concerto pour flûte le 19 janvier 1947

Divers
- Requiem pour solistes, chœur et orchestre (composé en 1939 ; créé aux concerts Pasdeloup le 25 mars 1939)
- Musique de chambre ; œuvres vocales ; musique de film

## Discographie
- Messidor d’Alfred Bruneau, avec Jane Rolland, Charles Cambon, Louis Rialland, Yvonne Corcke, Lucien Lovano. Orchestre anonyme dirigé par Albert Wolff. Paris, 1948. 2 CD Malibran (www.malibran.com) MR 639.
- Carmen de Georges Bizet, avec Suzanne Juyol, Libero de Luca, Janine Micheau, Julien Giovannetti, Marcel Enot, Denise Borsin, Jacqueline Cauchard, Jean Vieuille, Serge Rallier, Henri Médus, Pierre Germain. Orchestre et chœurs de l'Opéra-Comique dirigés par Albert Wolff - Richmond London RS 63006
- Madame Butterfly de Giacomo Puccini, avec Martha Angelici, Jeanine Collard, Albert Lance, Julien Giovanetti, Jacques Hivert. Orchestre du théâtre de l'Opéra-Comique dirigé par Albert Wolff, 1958. Disque Pathé-Marconi DTXPM 30167.